# Конрад ван Бойнінген
Конрад ван Бойнінген (1622 — 26 жовтня 1693, Амстердам) — був найдосвідченішим дипломатом Голландської республіки, бургомістр Амстердаму у 1669, 1672, 1680, 1681, 1683 і 1684, а також з 1681 директор голландської Схід-Індської компанії. Ймовірно, стає нестабільним після втрати свого звання в 1688 році.

## Життєпис

### Молодість
Конрад був хрещений в батьківському домі, тому що його батько Дірк ван Бойнінген і мати Катаріна Бурга були протестантами і не хотіли викликати галас. Він був онуком Джеертаа Ван Беюнінгена, а також Альберта С. Бурга, обидва були мерами Амстердама і активно брали участь в голландській Ост-Індійської компанії. Конрад виріс біля Сінт-Антоніесбрейстраат в дуже багатоконфесійному і багатонаціональному місті, поруч з Пітером Ластманом. Він викладав в латинській школі Герхард Йоганн Воссіус, перед початком навчання в Лейденському університеті в 1639 році. У 1642 році Хуго де Гроот, шведський посланник у Парижі, зробив Конрада своїм секретарем і у 1643 році, став клерком в Амстердамі, хоча він не відчував себе здатним до цього.

### Швеція
З 1650 року, Ван Бойнінген відчував свій потяг до Спінози і коллегіантів у Рейнсбурзі. Він жив так просто, як це можливо, без роботи, десь поза містом. У 1652 році він був відряджений на місію шведської королеви Христини, де йому викладав грецьку мову його шкільний друг Ісаак Восс. У 1654 році він відправився в Штейд вести переговори щодо закінчення конфлікту входу в Ересунн. На півночі Німеччини був окупований шведами. Данці намагалися контролювати Ельбу, торгівлю в Гамбург, Бремен окупований. Тоді ван Бойнінген оголосив, що ключі Ересунна лежать в доці в Амстердамі. Три роки по тому як посланник у Копенгагені, він ледь не опинився в руках короля Карла X Густава Швеції, але йому вдалося втекти в невеликому човні.

### Посол
У 1660 році він був направлений на місію до Франції і Англії. Людовик XIV Франції запропонував йому посаду у Франції, проте він відмовився. Ван Бойнінген був проти імперіалістичної і меркантильної політики Франції і хотів переїхати в Константинополь. Він був вражений Яном Суоммердамом, який подорожував у Франції, щоб вчитися, тому Конрад залишався його твердим прихильником до кінця свого життя. У тому ж році, 1664, в договорі з Францією постало наступне питання англо-голландської війни і Троїстого союзу. У 1669 році він купив ділянку в нелегальному місті і побудував будинок (Blijenburg) і прикрасив його картинами і турецькими килимами. Ван Бойнінген погодився із забороною на французький шовк і дій проти французького коньяку і солі. У тому ж році він став мером Амстердама. У 1672 році він був призначений як наступник Ян де Вітта, при цьому не являючись твердим республіканцем. Втративши прихильність штатгальтера Вільгельм III, останнім була зроблена спроба замаху на його життя; Конрад в одному своєму листі писав, що він був в шоці, оскільки спалена значна частина його меблів. В одному зі своїх листів він описав фантастичне розширення торгівлі та імперіалізму в Індії та Америці. Він також зауважив, що Голландська республіка мала протягом 150 років більше солдатів, ніж всі інші християнські країни, разом узяті.

### Пізні роки життя
Ван Бойнінген став більше цікавитися літературою, філософією, теологією, історією та природничими науками. Він глибоко писав про наслідки тропічних вітрів і течій, обговорюючи їх з Ісааком Воссом. Він дружив з Яном Шість і Ганною Марією ван Шурманн. Ван Бойнінген був зацікавлений в ідеях Декарта і поєднував це з інтересом до містики, астрології, міленаризмом сновидіння, та інтерпретацією надприродних чудес. 
У 1672 році (рік лих), місцевий театр, названий Шоубург Ван Кампен, був закритий під час війни з французами, а також закрита була діяльність двох відомих німецьких єпископів, Бернхард фон Гален з Мюнстера і Максиміліана Генрі Баварського з Кельна. У 1677 році він знову, після того, як були визначені кампанії на чолі з Ван Бенінгеном і Джоаном Хюде, за умови, що нічого не було інсценовано, визнав шкідливість суспільної моралі або громадської церкви. У 1682 році він фінансував видання роботи містика Джакоб Бом. У 1686 році Ван Бойнінген одружився з сусідкою, багатою і розпусною Джакобою Вікторією Бартолотті, що була на багато років молодша за нього.
Ван Бойнінген зажадав економічних реформ від голландської Ост-Індійської компанії, пропонуючи заходи щодо впровадження більш ефективного управління і вимагає більше контролю і більш чіткого дотримання правил компанії в Азії. Умови були мирними, тому конвої і зміст фортів компанії в даний час вважалися менш необхідним. Відбувалися різні напади на нього, аби він змінив своє рішення щодо прийняття цих пропозицій, згодом він і відмовився від них, але стверджував, що успіх компанії був би при роботі її здатних адміністраторів в перші двадцять років.
Ван Бойнінген втратив півмільйона гульден в 1688 році шляхом спекуляції акціями ЛОС. Фінансування збройного вторгнення Вільгельм III в Англії викликало фінансову кризу в Голландської республіці. Після результуючого божевілля Вана Бойнінгена в місті Амстердамі він був призначений його законним опікун. Швидко він був поміщений під тюремну уважність його колеги, Йоганн Хадд. Його будинок в Гаазі був вилучений у 1690 році за ЛОС.
В останні роки життя Ван Beuningen писав листи церковній владі про прийдешній апокаліпсис, виконував живопис івритом або писав каббалістичні знаки на його будиноку в Амстелі. Він був замкнений в собі і помер у злиднях 26 жовтня 1693 року, в результаті чого «плащ і два халата», «ліжко, стільці, письмовий стіл, овальне дзеркало, чотири старих табурети» та «чоловічий портрет» Рембрандта оцінений в сім гульденів (три долари).

## Додаткові посилання
- Amsterdam Municipal-archives — secret writing (англ.)
- Diplomaat en belegger Coenraad van Beuningen (1622—1693) [Архівовано 21 вересня 2015 у Wayback Machine.]; HN no. 3/2009; By Luc Panhuysen] (нід.)